# Arcidiocesi di Berea
L'arcidiocesi di Berea (in latino Archidioecesis Beroeensis) è una sede soppressa e sede titolare della Chiesa cattolica.

## Storia
Berea è l'antico nome romano dell'odierna città siriana di Aleppo. Come tutte le sedi episcopali della provincia romana della Siria Prima, essa dipendeva direttamente dal patriarca di Antiochia, che la elevò, come molte altre diocesi della provincia, al rango di sede arcivescovile autocefala, come documentato da una Notitia episcopatuum datata alla seconda metà del VI secolo.
Sono diversi i vescovi conosciuti di questa sede. Il primo noto è Eustazio che, tra la fine del 324 o l'inizio del 325 divenne patriarca di Antiochia; questo trasferimento venne approvato al concilio di Nicea del 325.
Probabilmente ad Eustazio succedette Ciro, che subì la persecuzione dell'imperatore Costanzo II per la sua lealtà alla fede cattolica e fu scacciato dalla sua sede dagli ariani.
Dopo il sinodo di Seleucia del 359 Melezio fu trasferito a Berea dalla sede di Sebastea e l'anno successivo divenne patriarca di Antiochia. Al concilio di Antiochia del 363 prese parte il vescovo Anatolio.
Teodoto, amico di san Basilio, fu vescovo di Berea durante le persecuzioni dell'imperatore Valente. A lui seguì Acacio, che governò la sede per oltre cinquant'anni: era presente al concilio di Costantinopoli del 381 e si fece rappresentare da Paolo di Emesa a quello di Efeso del 431, dove appoggiò il partito di Nestorio contro Cirillo di Alessandria.
Teoctisto, succeduto a Acacio, fu presente ai sinodi di Antiochia del 445 e del 448, fu tra i padri del concilio di Calcedonia nel 451 e sottoscrisse la lettera dei vescovi della Siria Prima all'imperatore Leone (458); si sono tramandate due lettere di Teodoreto di Cirro indirizzate a Teoctisto.
Pietro assistette alla consacrazione di Severo di Antiochia nel 512. Secondo la cronaca di Denis di Tell-Mahre un vescovo di Berea, Antonino, fu esiliato dall'imperatore Giustino I nel 518, per essersi rifiutato di riconoscere le decisioni di Calcedonia. Ultimo vescovo noto è Megas che assistette al sinodo di Costantinopoli convocato dal patriarca Mena nel 536.
La sede fu soppressa con l'arrivo degli Arabi. La presenza cristiana nella città però non venne meno; numerose sono infatti oggi le circoscrizioni ecclesiastiche di riti e confessioni cristiane diverse che hanno la loro sede nella città di Aleppo. Tra queste, sei diocesi della Chiesa cattolica:
- l'arcieparchia di Aleppo per la Chiesa cattolica greco-melchita;
- l'arcieparchia di Aleppo per la Chiesa armeno-cattolica;
- l'arcieparchia di Aleppo per la Chiesa maronita;
- l'arcieparchia di Aleppo per la Chiesa cattolica sira;
- l'eparchia di Aleppo per la Chiesa cattolica caldea;
- il vicariato apostolico di Aleppo per i fedeli cattolici di rito latino.

Dal XIX secolo Berea è annoverata tra le sedi arcivescovili titolari della Chiesa cattolica; la sede è vacante dal 16 luglio 1974.

## Cronotassi

### Arcivescovi greci
- Sant'Eustazio † (? - 324/325 eletto patriarca di Antiochia)
- Ciro † (dopo Eustazio)
- Melezio † (circa 359 - circa 360 eletto patriarca di Antiochia)
- Anatolio † (menzionato nel 363)
- Teodoto ? † (menzionato nel 372)[15]
- Acacio † (prima del 381 - dopo il 431)
- Teoctisto † (prima del 445 - dopo il 458)
- Pietro † (menzionato nel 512)
  - Antonino † (? - 518 esiliato) (vescovo monofisita)
- Megas † (menzionato nel 536)

### Arcivescovi titolari
- Moisés Ferreira Coelho † (12 febbraio 1932 - 16 agosto 1935 succeduto arcivescovo della Paraíba)
- Edward Myers † (20 gennaio 1951 - 13 settembre 1956 deceduto)
- Felipe Santiago Hermosa y Sarmiento † (17 dicembre 1956 - 20 gennaio 1971 dimesso)
- Domenico Picchinenna † (29 maggio 1971 - 16 luglio 1974 succeduto arcivescovo di Catania)